# Загальна українська організація
Загальна українська безпартійна демократична організація (ЗУО, Загальна українська організація) — українське громадсько-політичне об'єднання, засноване в 1898 у Києві за ініціативою В. Антоновича і О. Кониського.
Ставила собі за мету згуртувати всіх українських діячів в одній політичній структурі. До організації приєдналися всі Громади, що існували в 20 містах України. ЗУО заснувала літературне видавництво «Вік», організувала у Києві велику книгарню, влаштовувала Шевченківські свята та ювілеї письменників, надавала допомогу українським діячам, яких переслідувала російська адміністрація, та ін.
Поступово діяльність ЗУО почала набувати політичного характеру.
В 1904 перетворилася на Українську демократичну партію, яка, в 1905 об'єднавшись із Українською радикальною партією, утворила Українську демократично-радикальну партію.